# Saint-Symphorien (Deux-Sèvres)
Saint-Symphorien is een gemeente in het Franse departement Deux-Sèvres (regio Nouvelle-Aquitaine) en telt 1507 inwoners (1999). De plaats maakt deel uit van het arrondissement Niort.

## Geografie
De oppervlakte van Saint-Symphorien bedraagt 19,1 km², de bevolkingsdichtheid is 78,9 inwoners per km².
De onderstaande kaart toont de ligging van Saint-Symphorien (Deux-Sèvres) met de belangrijkste infrastructuur en aangrenzende gemeenten.

## Demografie
Onderstaande figuur toont het verloop van het inwonertal (bron: INSEE-tellingen).